# Kroússa
Le dème de Kroússa, en grec moderne : Δήμος Κρουσσών ou Κρουσσίων, est un ancien dème de Macédoine-Centrale en Grèce. Depuis 2010, il fait partie du dème de Kilkís.
Selon le recensement de 2011, la population du dème compte 4 368 habitants.